# Rondeletia anomala
Rondeletia anomala är en måreväxtart som beskrevs av Veitch. Rondeletia anomala ingår i släktet Rondeletia och familjen måreväxter. Inga underarter finns listade i Catalogue of Life.